# Tomas av Villanova
Tomas av Villanova, född 1488 i Villanueva de los Infantes, Ciudad Real, död 8 september 1555 i Valencia, var en spansk augustinermunk och ärkebiskop. Han blev känd för sin askes och omtanke om de fattiga.
Tomas av Villanova helgonförklarades av påve Alexander VII år 1658.

### Webbkällor
- ”St. Thomas of Villanova”. Catholic Encyclopedia. New Advent. http://www.newadvent.org/cathen/14696a.htm. Läst 22 september 2016.